# Bumpe
Bumpe – miasto w Sierra Leone, w dystrykcie Bo w Prowincji Południowej. Według danych szacunkowych na rok liczy 16 123 mieszkańców. W czasie wojny domowej w Sierra Leone zostało zniszczone.